# Кубок Уельсу з футболу 2000—2001
Кубок Уельсу з футболу 2000–2001 — 114-й розіграш кубкового футбольного турніру в Уельсі. Титул вчетверте здобув клуб Баррі Таун.

## Календар
| Раунд        | Дата                         | Матчі | Клуби   |
| ------------ | ---------------------------- | ----- | ------- |
| Перший раунд | 16-23 вересня 2000           | 40    | 98 → 58 |
| Другий раунд | 13-14 жовтня 2000            | 26    | 58 → 32 |
| 1/16 фіналу  | 18 листопада - 9 грудня 2000 | 16    | 32 → 16 |
| 1/8 фіналу   | 10-24 лютого 2001            | 8     | 16 → 8  |
| 1/4 фіналу   | 10-17 березня 2001           | 4     | 8 → 4   |
| 1/2 фіналу   | 7 квітня 2001                | 2     | 4 → 2   |
| Фінал        | 25 травня 2001               | 1     | 2 → 1   |

## 1/16 фіналу
| Команда 1             | Рахунок | Команда 2             |
| --------------------- | ------- | --------------------- |
| 18 листопада 2000     |         |                       |
| Бланрондда            | 1:0     | Бала Таун             |
| Карлеон               | 0:4     | Кармартен Таун        |
| Карнарвон Таун        | 2:4     | Кумбран Таун          |
| Портлланфраїт         | 0:2     | Кайрсус               |
| Гейверфордвест Каунті | 1:2     | Аван Лідо             |
| Лланеллі              | 4:1     | Ратін Таун            |
| Ніт                   | 1:2     | Велшпул Таун          |
| Ньютаун               | 2:1     | Ріл                   |
| Пенринкоч             | 1:2 дч  | Баррі Таун            |
| Порт-Толбот Таун      | 1:2     | Тотал Нетворк Солюшнс |
| Реєдер Таун           | 3:1     | Баклі                 |
| Тон Пентре            | 1:0     | Понтардаве Таун       |
| Треовен Старс         | 0:3     | Бангор Сіті           |
| 25 листопада 2000     |         |                       |
| Коннас-Кі Номадс      | 1:2     | Мастег Парк           |
| 2 грудня 2000         |         |                       |
| Ллангевні             | 1:3     | Аберіствіт Таун       |
| 8 грудня 2000         |         |                       |
| Лланвайрпулл          | +:-     | Калдікот              |

## 1/8 фіналу
| Команда 1             | Рахунок | Команда 2       |
| --------------------- | ------- | --------------- |
| 10 лютого 2001        |         |                 |
| Бланрондда            | 0:5     | Лланеллі        |
| Тотал Нетворк Солюшнс | 2:1 дч  | Кумбран Таун    |
| Кайрсус               | 3:0     | Аван Лідо       |
| Велшпул Таун          | 2:4     | Аберіствіт Таун |
| Бангор Сіті           | 3:2 дч  | Ньютаун         |
| Реєдер Таун           | 2:1     | Кармартен Таун  |
| 21 лютого 2001        |         |                 |
| Мастег Парк           | 1:0     | Тон Пентре      |
| 24 лютого 2001        |         |                 |
| Лланвайрпулл          | 0:4     | Баррі Таун      |

## 1/4 фіналу
| Команда 1             | Рахунок | Команда 2       |
| --------------------- | ------- | --------------- |
| 10 березня 2001       |         |                 |
| Тотал Нетворк Солюшнс | 2:1     | Реєдер Таун     |
| Лланеллі              | 0:4     | Аберіствіт Таун |
| Баррі Таун            | 3:0     | Бангор Сіті     |
| 17 березня 2001       |         |                 |
| Мастег Парк           | 3:1     | Кайрсус         |

## 1/2 фіналу
| Команда 1       | Рахунок | Команда 2             |
| --------------- | ------- | --------------------- |
| 7 квітня 2001   |         |                       |
| Аберіствіт Таун | 1:2     | Баррі Таун            |
| Мастег Парк     | 1:2     | Тотал Нетворк Солюшнс |

## Фінал
| 25 травня 2001 |

| Баррі Таун | 2:0 | Тотал Нетворк Солюшнс |
| ---------- | --- | --------------------- |
|            |     |                       |

| «Рейскорс Граунд», Рексем Глядачів: 1 022 |